# Die Simpsons – Der Film
Die Simpsons – Der Film ist der erste Zeichentrick-Kinofilm zur Trickserie Die Simpsons. Er wurde für 20th Century Fox von Gracie Films produziert und von den Studios Film Roman und Rough Draft animiert. Der Filmstart war in Großbritannien am 25. Juli und in Deutschland am 26. Juli 2007, während der Film in den Vereinigten Staaten erst am 27. Juli 2007 in die Kinos kam.
Der Film wurde von James L. Brooks, Matt Groening, Al Jean, Mike Scully und Richard Sakai produziert. Das Drehbuch schrieben elf der Autoren der Fernsehserie: Mike Scully, Jean, Brooks, Groening, Ian Maxtone-Graham, George Meyer, David Mirkin, Mike Reiss, Matt Selman, John Swartzwelder und Jon Vitti. Regisseur war David Silverman, ein ehemaliger Regisseur der Fernsehserie.
Der Film erschien am 18. Dezember 2007 in den Vereinigten Staaten und am 3. Dezember 2007 in Deutschland auf DVD und Blu-ray.

## Handlung
Der Film beginnt damit, dass die Simpsons einen „Itchy-&-Scratchy“-Film im Kino sehen, worauf sich Vater Homer Simpson über die Kinobesucher lustig macht, da sie Geld für etwas ausgeben, das sie im Fernsehen gratis haben können. Darauf beginnt der Film wie jede Fernsehfolge, aber – mit Ausnahme der Schulszene mit seinem Sohn Bart („Ich darf diesen Film nicht illegal downloaden“) – mit völlig anderen Szenen. Danach geben Green Day auf dem Lake Springfield ein Konzert, bei dem sie das Publikum gegen sich aufbringen, indem sie die Umweltverschmutzung zur Sprache bringen. Sie kommen ums Leben, als die Schadstoffbelastung des Sees zur Bildung einer ätzenden Brühe führt, die die Schwimmbühne auffrisst, so dass der Green-Day-Bassist Mike Dirnt mit den Worten „Gentlemen, es war mir eine Ehre, mit Ihnen spielen zu dürfen“ (eine Anspielung auf den Spielfilm Titanic), mit seinen Bandkollegen im Lake Springfield ertrinkt.
Während des Trauergottesdienstes für die Band hat Abe Simpson (Grandpa) eine Vision: Demnach soll sich eine große Katastrophe ereignen. Außer Mutter Marge Simpson schenkt seinen Worten aber niemand Beachtung. Ihre Tochter Lisa versucht, die Bewohner von Springfield davon zu überzeugen, dass der Lake Springfield einer Säuberung bedarf, was ihr zunächst nicht gelingt. Dabei trifft sie aber den irischen Jungen Colin, in den sie sich Hals über Kopf verliebt. Lisa hält wenig später einen Vortrag über die Umweltverschmutzung (eine Anspielung auf den Dokumentarfilm Eine unbequeme Wahrheit), der die Stadt endlich überzeugt, Lake Springfield wieder auf Vordermann zu bringen. Da Lisa überzeugt ist, dass sie keinen Bürger zu Aktionen bewegen kann, schenkt sie vorher allen Besuchern Wasser ein – wozu sie später erklärt, dass es Wasser aus dem Lake Springfield sei.
Währenddessen wettet Homer mit Bart, dass dieser es nicht wagt, nackt auf einem Skateboard zu Krusty Burger zu fahren. Beim Versuch wird Bart von Chief Wiggum geschnappt und an eine Laterne gekettet. Ned Flanders tröstet Bart nach seiner Demütigung. Er gibt ihm eine Ersatzhose, während Homer Bart ignoriert und ein Schwein (später dann auch bekannt als Spider-Schwein) adoptiert. Die Fäkalien des Schweins bewahrt Homer in einem überlaufenden Silo auf, was Marge dazu veranlasst, Homer zu überreden, das Silo samt Exkrementen bei der Sondermülldeponie zu entsorgen. Die Warteschlange vor der Deponie ist lang, aber Homer will schnell zu Lard Lad, da es dort Gratis-Donuts gibt. Homer entscheidet sich für eine schnellere Entsorgungsstrategie und wirft das Silo in den Lake Springfield, so dass dieser endgültig kippt. Kurz darauf entdecken Flanders und Bart in der Nähe ein mutiertes Eichhörnchen, das prompt von der EPA eingefangen wird. Russ Cargill, Kopf der EPA, legt Präsident Schwarzenegger nahe, wegen der Verschmutzung Springfields drastische Maßnahmen zu ergreifen, um das Schlimmste zu verhindern. Auf Präsident Schwarzeneggers prompten Beschluss hin stülpt die EPA eine riesige Glaskuppel über Springfield. Somit ist die Stadt hermetisch von der Außenwelt abgeschlossen. In einer Szene strickt Marge eine Art Decke mit der Aufschrift „Dome Sweet Dome“ – in Anlehnung an die bekannte Phrase „Home sweet Home“ – und verdeutlicht, wie sich die Bürger vorerst mit dem Dilemma abfinden. Dabei entdeckt sie Maggie außerhalb der Kuppel. Doch als sie Homer herbeiruft, um ihm hiervon zu berichten, zeigt er ihr, dass Maggie im Sandkasten innerhalb der Kuppel spielt. Nachdem die beiden wieder ins Haus gegangen sind, ist zu sehen, wie Maggie durch ein Loch im Sandkasten rutscht und aus einem zweiten Loch außerhalb der Kuppel wieder auftaucht. Es handelt sich dabei um das Erdloch, welches Homer gegen Anfang des Filmes stopfen sollte, aus Faulheit jedoch nur den Sandkasten darüber schob.
Die Polizei entdeckt wenig später Homers Silo im See und identifiziert ihn anhand der Aufschrift: Return to Homer Simpson (no reward) („Zurückgeben an Homer Simpson (Keine Belohnung)“). Eine aufgebrachte Menge begibt sich daraufhin zum Haus der Simpsons, um Homer für seine Tat zu bestrafen. Durch das Loch im Boden, durch welches Maggie die Kuppel kurz vorher schon verlassen konnte, flüchtet auch der Rest der Familie auf die andere Seite der Kuppel und auf Homers Idee hin weiter nach Alaska. Um dorthin zu gelangen, gewinnt Homer einen Pick-up, indem er in einer Stahlgitterkugel mit einem Motorrad einen Überschlag schafft. In Springfield bricht derweil wegen des Versorgungsengpasses Chaos aus und die Bewohner versuchen, die Kuppel zu zerstören. Als die Kuppel anfängt zu splittern, manipuliert Cargill den Präsidenten so, dass er sich dafür entscheidet, Springfield komplett zu vernichten. Während die Simpsons sich in Alaska wohlfühlen, sehen sie eine Fernsehwerbung mit Tom Hanks, der einen neuen Grand Canyon (in Gestalt eines rauchenden Kraters) bewirbt, der dort entstehen soll, wo Springfield liegt. Marge und die Kinder entscheiden sich dafür, Springfield zu retten; aber Homer will die Stadt nicht retten, die versucht hat, ihn umzubringen. Marge und die Kinder verlassen ihn und machen sich per Zug auf nach Springfield. Als Homer entdeckt, dass Marge und die Kinder ihn verlassen haben, versucht er sie zu finden, verirrt sich dabei jedoch im Eis. Eine Inuit-Frau rettet ihn; bei ihr hat er eine Epiphanie: Er muss Springfield retten, um sich und die Menschen, die er liebt, zu retten.
Währenddessen werden Marge, Lisa, Maggie und Bart von Cargill gefangen genommen und nach Springfield gebracht. Cargill teilt der Stadt auf einem großen Bildschirm auf der Kuppel mit, dass Springfield bald der Vergangenheit angehören wird. Ein Hubschrauber rückt an, öffnet einen Verschluss auf dem höchsten Punkt der Kuppel und lässt an einem Seil eine Bombe herab. An diesem Seil versuchen Menschen aus Springfield zu fliehen, während Cletus Cargill ablenkt. Homer erklimmt mittlerweile die Kuppel und lässt sich am Bombenstahlseil herab, wobei er die fliehenden Menschen herabschmeißt. Entsprechend wird er von allen ausgebuht und mit Steinen beworfen. Bart, der als einziger seiner Familie die ganze Aktion hat beobachten können, wendet sich von ihm ab und wird im Gegenzug von Flanders praktisch adoptiert. Wie Bart selbst sagt, möchte er vor seinem Tod noch einmal erleben, was Vaterliebe ist. Homer, der sich eigentlich nur noch mit Marge versöhnen will, erinnert sich in diesem Moment daran, wie er den Überschlag vollführt hat, um den Pick-up zu gewinnen. Mit einem Motorrad will er an der Innenseite der Kuppel nach oben fahren, um an den immer noch offenen Verschluss zu gelangen. Zuvor bittet er jedoch seinen Sohn, ihm zu verzeihen und ihn wieder als seinen Vater zu akzeptieren. Bart lehnt zunächst ab, doch als Homer ihm anbietet, während der Fahrt die Bombe zu halten, willigt er doch noch ein. Bart gelingt es, die Bombe durch das Loch zu werfen, sie detoniert und zerstört die Glaskuppel. Nachdem Chief Wiggum erläutert hat, dass niemand ums Leben gekommen ist, fällt ein großer Kuppelsplitter auf Dr. Nick Riviera herab. Homer und Bart sind zwar sehr stolz auf ihre Leistung, doch werden die beiden gleich danach von Cargill aufgespürt, der Homer erschießen will. Maggie wirft aus dem Hinterhalt einen Stein auf Cargills Kopf, der gleich darauf bewusstlos umfällt. Homer kommentiert seine Rettung, indem er sich lauthals darüber freut, was aus diesem kleinen Unfall (Maggie) geworden ist. Die Stadt feiert Homer, der mit Marge und Maggie in den Sonnenuntergang fährt. Der Film endet damit, dass alle Springfielder die Stadt wieder aufbauen, unter anderem auch das Haus der Simpsons. Wiederum ist die Szene zu sehen, in der Homer und Bart auf dem Dach sitzen und ersterer versucht, einen Nagel einzuschlagen. Trotz Barts Hilfe geht auch dieser Versuch spektakulär daneben, jedoch auf eine andere Weise als beim ersten Mal.

## Running Gags aus der Serie
Einige bereits aus der Serie bekannte Running Gags werden im Film fortgeführt:
- Im Vorspann gibt es einen sogenannten Tafel-Gag. Bart schreibt den Satz „Ich darf diesen Film nicht illegal downloaden“ an die Tafel seiner Schule, weil er nachsitzen muss.
- Es wird in der Serie immer beharrlich verschwiegen, wo Springfield liegt. Das wird im Film übertrieben, indem Ned Flanders Bart erklärt, dass Springfield an vier Bundesstaaten grenzt: Ohio, Nevada, Maine und Kentucky, die allerdings, bis auf die benachbarten Staaten Ohio und Kentucky, verstreut über die USA liegen. Im Abspann ist bei der Nennung des Drehortes Springfield die sich im amerikanischen Sprachgebrauch anschließende Bundesstaatkennzeichnung geschwärzt.
- Das notorische Würgen Barts von Homer mit irgendwelchen Beschimpfungen: Als Bart Flanders’ Angel verliert, verfällt er schon automatisch ins Krächzen mit weit aufgerissenem Mund, bis er nach einiger Zeit merkt, dass Flanders ihn im Gegensatz zu Homer gar nicht würgt.
- Nelson Muntz’ „Haha“: Nachdem Bart nackt an einen Laternenpfahl gekettet wurde, kommt Nelson und lacht bis zum Sonnenuntergang, während er auf Bart zeigt. Später kommt Nelsons Mutter hinzu und fragt, wo er gewesen sei. Als ihr Blick auf Bart fällt, fängt auch sie an, das berühmte Gelächter anzustimmen.
- Homers „Nein!“: Als er an der Abrissbirne hängt und abwechselnd gegen einen Stein und ein Haus namens A Hard Place geschlagen wird, benutzt er diesen Ausdruck bei jedem Schlag. Dies ist zudem eine Anspielung auf die englische Redewendung to be caught between a rock and a hard place, das so viel bedeutet wie in der Klemme sitzen.
- Barts „Ay Caramba“, das er meistens sagt, wenn er in der Schule etwas cool rüberbringen möchte.
- Mr. Burns’ „Ausgezeichnet“: Dies sagt er jedes Mal, wenn ihm etwas zu gefallen scheint.
- Am Anfang des Films wird die Anschlagtafel der Kirche genutzt für die Aufschrift: „Du sollst das Handy ausschalten.“ Auch in der Serie sind meistens (un)sinnige Aufschriften zu erkennen. Am Ende dagegen zeigt die Anschlagtafel „we’ve told you so“, was auf Deutsch zu „wir haben es euch ja gesagt“ wird.

## Musik
Der Soundtrack von Hans Zimmer ist am 24. Juli 2007 bei Adrenaline Music erschienen. Die Band Green Day steuerte eine Version der Simpsons-Titelmelodie für den Soundtrack bei.

## Synchronisation
Die Interopa Film gab die Synchronisation in Auftrag. Matthias von Stegmann schrieb das Dialogbuch und führte die Dialogregie. Die Sprecher der Figuren waren dieselben wie in der Serie.
| Rolle                                       | Originalstimme       | Deutsche Stimme        |
| ------------------------------------------- | -------------------- | ---------------------- |
| Homer Simpson                               | Dan Castellaneta     | Norbert Gastell        |
| Marge Simpson                               | Julie Kavner         | Anke Engelke           |
| Bart Simpson                                | Nancy Cartwright     | Sandra Schwittau       |
| Lisa Simpson                                | Yeardley Smith       | Sabine Bohlmann        |
| Maggie Simpson                              | Nancy Cartwright     | Sabine Bohlmann        |
| Abe Simpson, Barney Gumble                  | Dan Castellaneta     | Michael Rüth           |
| Reverend Lovejoy                            | Harry Shearer        | Walter von Hauff       |
| Krusty, der Clown                           | Dan Castellaneta     | Hans-Rainer Müller     |
| Rektor Seymour Skinner                      | Harry Shearer        | Klaus Guth             |
| Tom Hanks                                   | Tom Hanks            | Arne Elsholtz          |
| Russ Cargill                                | Albert Brooks        | Axel Lutter            |
| Präsident Schwarzenegger                    | Harry Shearer        | Johannes Scherer       |
| Colin                                       | Tress MacNeille      | Hannes Maurer          |
| Kent Brockman                               | Harry Shearer        | Donald Arthur          |
| Carl Carlson, Cletus Spuckler               | Hank Azaria          | Peter Musäus           |
| Cookie Kwan                                 | Tress MacNeille      | Michèle Tichawsky      |
| Fat Tony                                    | Joe Mantegna         | Willi Röbke            |
| Helen Lovejoy                               | Maggie Roswell       | Michèle Tichawsky      |
| Itchy                                       | Dan Castellaneta     | Inge Solbrig-Combrinck |
| Scratchy                                    | Harry Shearer        | Inge Solbrig           |
| Captain McCallister                         | Hank Azaria          | Michael Rüth           |
| Lenny Leonard                               | Harry Shearer        | Ulf-Jürgen Wagner      |
| Lindsay Naegle                              | Tress MacNeille      | Manuela Renard         |
| Lou                                         | Hank Azaria          | Ulf-Jürgen Wagner      |
| Martin Prince                               | Russi Taylor         | Michèle Tichawsky      |
| Milhouse van Houten                         | Pamela Hayden        | Michaela Amler         |
| Mr. Burns, Dr. Hibbert                      | Harry Shearer        | Reinhard Brock         |
| Prof. John Frink                            | Hank Azaria          | Kai Taschner           |
| Ralph Wiggum                                | Nancy Cartwright     | Beate Pfeiffer         |
| Ned Flanders                                | Harry Shearer        | Ulrich Frank           |
| Rod Flanders                                | Pamela Hayden        | Beate Pfeiffer         |
| Todd Flanders                               | Nancy Cartwright     | Natascha Geisler       |
| Moe Szyslak                                 | Hank Azaria          | Bernd Simon            |
| Tingeltangel-Mel                            | Dan Castellaneta     | Axel Malzacher         |
| Billie Joe Armstrong                        | Billie Joe Armstrong | Marius Clarén          |
| Mike Dirnt                                  | Mike Dirnt           | Robin Kahnmeyer        |
| Tré Cool                                    | Tré Cool             |                        |
| Fernsehsprecher, Bombenentschärfungsroboter | Hank Azaria          | Matthias von Stegmann  |

## Hintergrund

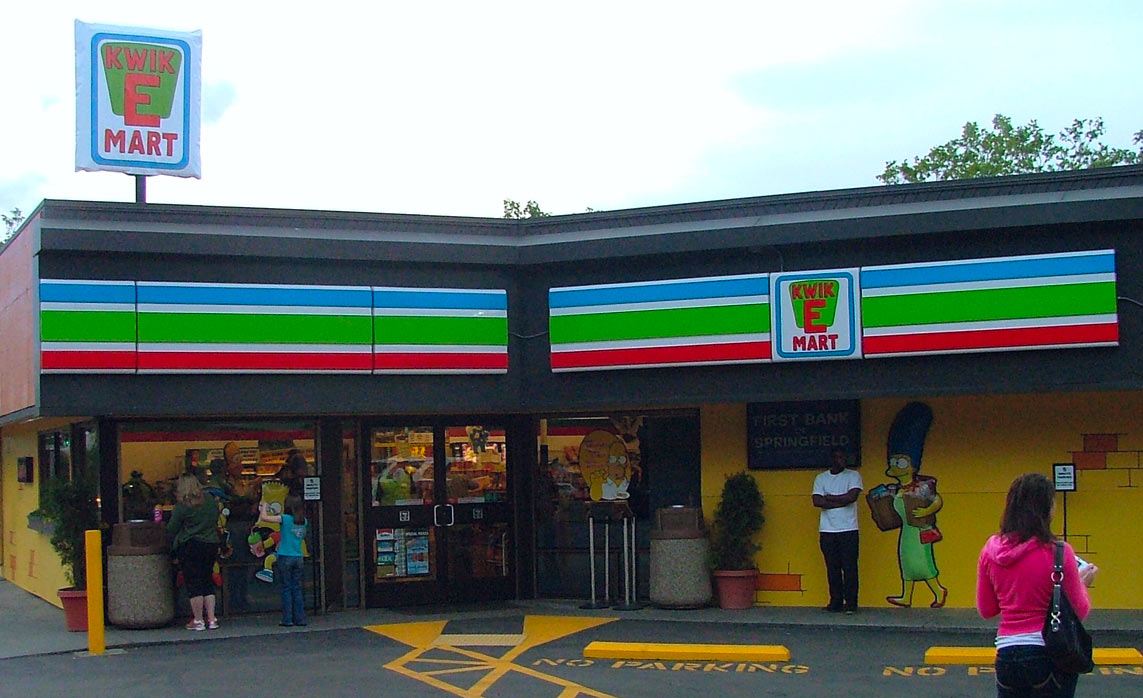
Ein 7-Eleven im Kwik-E-Mart-Design

- Twentieth Century Fox registrierte die Internetdomain simpsonsmovie.com am 22. April 1997 – zehn Jahre, bevor der Film in die Kinos kam.
- Der Film läutete für die Serie den Beginn des HD-Zeitalters und neuer, digitaler Produktionsverfahren ein. Hintergründe wurden computergeneriert, Figuren bereits volldigital – ohne Zwischenschritt auf Cel-Folien oder Papier – mit Tablets von Wacom Cintiq animiert.[4] Der Film wurde von den gleichen vier Studios wie die Serie animiert. Figuren bekamen Schatten.[5] Für die Komposition von Szenen im Breitbild ließen sich die Produzenten von Filmen wie Die Unglaublichen, Das große Rennen von Belleville und Stadt in Angst beeinflussen.[6]
- Der Film hatte ein Budget von etwa 75 Millionen US-Dollar. Allein am ersten Tag nach dem offiziellen Kinostart spielte der Film in den USA schon über 29 Millionen US-Dollar ein.
- Der Film feierte seine Premiere in Springfield (Vermont). Twentieth Century Fox hatte einen Wettbewerb ausgerufen, in dem ein Springfield aus 16 Springfields in den USA ausgewählt wurde, welches die Premiere veranstalten durfte. Die Städte sollten dazu ein Bewerbungsvideo bis zum 25. Juni erstellen und erläutern, warum gerade sie das geeignete Springfield seien.
- Zunächst war die Premiere des Films für den Sommer 2008 geplant und von 20th Century Fox angekündigt. Ende März 2006 überraschte 20th Century Fox aber die Simpsons-Fans, als vor dem Kinofilm Ice Age 2 – Jetzt taut’s ein 25-sekündiger Teaser gezeigt wurde, in dem The Simpsons Movie für den 27. Juli 2007 angekündigt wurde.
- Anlässlich des Filmstarts hat die US-Supermarktkette 7-Eleven 12 ihrer Filialen in den USA in Kwik-E-Marts verwandelt. Zu kaufen gibt es dort Simpsons-Produkte wie das Müsli KrustyO’s, die Buzz-Cola und Comics mit dem Radioactive Man. Nur Duff-Bier ist nicht erhältlich, da man im Rahmen eines familienfreundlichen Films keinen Alkohol verkaufen wollte.[7]
- Der Film verwendet die Cel-Shading-Technologie, bei der Texturen, welche auf einem 3D-Modell basieren, comicartig gerendert und dargestellt werden können.

## Rezeption

### Kritiken
Angesichts der Ausdehnung der Spiellänge von 23 Minuten bei den Fernsehepisoden auf einen abendfüllenden Film fragten sich viele besorgt, ob der Formatwechsel glücken wird. Die deutschsprachige Filmkritik ist sich einig, dass den Simpsons der Sprung auf die Kinoleinwand geglückt ist. Man werde glänzend unterhalten (film-dienst) durch ein Meisterwerk (Der Spiegel), eine „urkomische freche Satire“. epd Film und film-dienst sprechen beide von einem Gag-Feuerwerk, Cinema und Die Welt stellen eine unfassbare Witzdichte fest, Die Presse viele Pointen. In einer positiven Besprechung meint die Frankfurter Rundschau, die Macher hätten sich „besonders schöne visuelle Gags für die Leinwand aufgespart.“ In der taz meint Diedrich Diederichsen, der Film sei dicht an auch selbstreflexiven Gags und führe „die industrielle Produzierbarkeit von Obsessionen, Humor und Kritik auf höchsten Niveau vor.“ Allerdings schätzt Focus, der Kinofilm sei etwas weniger frech und bissig als die besten TV-Episoden. Breite Übereinstimmung herrscht bei der Einschätzung, dass der Film kaum neue Facetten über das bekannte Simpson-Universum hinaus entwickelt, und sich aufs Vertraute und Bewährte beschränkt – aber in einer De-luxe-Ausgabe. Dass im Kino das Tempo der kurzen Fernsehfolgen gewahrt bleibt, finden sowohl epd Film wie Die Presse. Der Spiegel sieht im traditionellen 2-D-Zeichentrickfilm ein Fanal gegen, Focus „eine erfrischende Abwechslung“ zu den perfektionierten Shreks und Nemos. Gemäß epd Film sprengt das Breitbild die Enge des Fernsehformats: „So scheint der panoramische Blick der Simpsons auf Amerika ausgerechnet im Kino seine ideale Form gefunden zu haben“, und es gebe kein ironischeres Bild für das Bush-Amerika als die Käseglocke.

### Erfolg

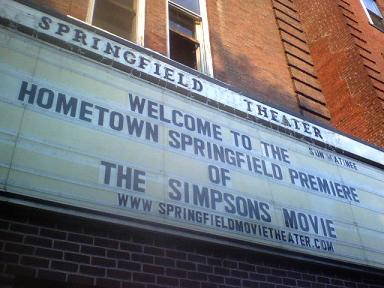
Filmpremiere in Springfield (Vermont) am 21. Juli 2007

In den USA hat der Film den besten Nicht-Sequel-Start des Jahres 2007 und den fünftbesten insgesamt, in Deutschland den besten Zeichentrickfilmstart überhaupt geschafft. 74 Millionen Dollar wurden nach dem Wochenende in den USA insgesamt eingenommen, und in Deutschland hatte der Film bereits am ersten Wochenende über 1,6 Millionen Zuschauer. Er erhielt in Deutschland nach nur 11 Tagen eine Goldene Leinwand für drei Millionen Besucher und überschritt in den USA nach nur sieben Tagen die 100-Millionen-Dollar-Marke. Insgesamt kann der Film außerhalb der USA ein Einspielergebnis von 343,9 Millionen Dollar vorweisen. Weltweit hat der Film rund 527,1 Millionen Dollar eingespielt und befindet sich damit auf Platz 181 der erfolgreichsten Filme aller Zeiten (Stand 12. August 2018).

## Mögliche Fortsetzung
Sowohl der Abspann des Films, in dem Maggie von Fortsetzung spricht, als auch Folge 1 der 19. Staffel, in der der Tafelspruch von Bart übersetzt lautet „Ich werde nicht 20 Jahre warten, bevor ich einen weiteren Film mache“, deuten darauf hin, dass Groening bzw. 20th Century Fox in absehbarer Zeit einen zweiten Simpsons-Film bzw. eine Fortsetzung in die Kinos bringen wollten. Angeblich soll Groening schon bei der Premiere des Films Entsprechendes angekündigt haben. Groening sagte jedoch, dass momentan an den nächsten beiden Staffeln der Serie gearbeitet werde. In einer späteren Simpsons-Episode dreht Lisa eine Dokumentation über ihre Familie. Dies wird zunächst von regem Interesse der Öffentlichkeit begleitet, sodass sie ihre Mutter fragt, ob sie eine Fortsetzung produzieren sollte. Marge antwortet darauf entschlossen: „Ein Simpsons-Film ist mehr als genug!“
In einem Interview von Juni 2025 sagte Groening, dass es zwar den Wunsch nach einer Fortsetzung gibt aber keine konkreten Planungen vorhanden sind. Da es kein zweites Produktionsteam gibt, welches sich nur dem Film widmen kann, wurde bei der Produktion des ersten Films auch gleichzeitig die Serie weiter produziert. Diese zusätzliche Belastung wolle das Produktionsteam um Groening nicht wieder auf sich nehmen.
In Futurama wird in der Folge Velrrrückt nach Ndndir ebenfalls darauf angespielt: Bender fragt hier den Kopf von Matt Groening, wann er einen zweiten Simpsons-Film drehen werde, woraufhin er von Groening erschossen wird.

## Auszeichnungen
| Jahr | Auszeichnung                       | Kategorie                                    | Nominierte(r) | Resultat   |
| ---- | ---------------------------------- | -------------------------------------------- | --- | ---------- |
| 2007 | Annie Awards                       | Best Animated Feature                        | | Nominiert  |
| 2007 | Annie Awards                       | Best Directing in an Animated Feature        | David Silverman | Nominiert  |
| 2007 | Annie Awards                       | Best Voice Acting in an Animated Feature     | Julie Kavner für Marge Simpson | Nominiert  |
| 2007 | Annie Awards                       | Best Writing in an Animated Feature          | James L. Brooks, Matt Groening, Al Jean, Ian Maxtone-Graham, George Meyer, David Mirkin, Mike Reiss, Mike Scully, Matt Selman, John Swartzwelder & Jon Vitti | Nominiert  |
| 2008 | BAFTA Awards                       | Best Animated Film                           | Matt Groening, James L. Brooks | Nominiert  |
| 2007 | British Comedy Awards              | Best Comedy Film                             | | Gewonnen   |
| 2007 | Critics Choice Awards              | Best Animated Feature                        | | Nominiert  |
| 2007 | CFCA Awards                        | Best Animated Feature                        | | Nominiert  |
| 2008 | Environmental Media Awards         | Best Feature Film                            | | Nominiert  |
| 2007 | Goldene Leinwand                   |                                              | | Gewonnen   |
| 2007 | Golden Globe Awards                | Best Animated Feature                        | | Nominiert  |
| 2008 | Golden Reel Awards                 | Best Sound Editing in Film: Animated         | | Nominiert  |
| 2007 | Golden Trailer Awards              | Best Animated/Family Film Trailer            | | Gewonnen   |
| 2007 | ITV National Movie Awards          | Best Animation                               | | Gewonnen   |
| 2008 | Kids’ Choice Awards                | Favorite Animated Movie                      | | Nominiert  |
| 2007 | MTV Movie Awards                   | Best Summer Movie You Haven't Seen Yet       | | Nominiert  |
| 2007 | Online Film Critics Society Awards | Best Animated Feature                        | | Nominiert  |
| 2008 | People's Choice Awards             | Favorite Movie Comedy                        | | Nominiert  |
| 2007 | Producers Guild Awards             | Animated Theatrical Motion Pictures          | James L. Brooks, Matt Groening, Al Jean, Richard Sakai & Mike Scully                                                                                         | Nominiert  |
| 2007 | Satellite Awards                   | Best Motion Picture, Animated or Mixed Media | | Nominiert  |
| 2008 | Saturn Award                       | Best Animated Film                           | | Nominiert  |
| 2007 | Teen Choice Awards                 | Choice Summer Movie – Comedy/Musical         | | Nominiert  |
| 2007 | UK Kids’ Choice Awards             | Best Movie                                   | | Gewonnen   |
| 2008 | Oscarverleihung                    | Bester Animationsfilm                        | | Vorauswahl |